# 재능그룹
재능그룹(Jaeneung Educational Institute/JEI Group)은 어린이부터 성인까지 ‘보다 나은 교육을 통한 보다 나은 삶’으로의 변화를 추구하며 교육문화사업을 운영하는 재능교육을 주축으로 출판, 방송, IT, 인쇄, 유통 사업을 비롯하여 연수원, 학교법인, 문화재단 운영, 공연/전시 활동 등 다양한 영역에서 서비스를 제공하고 있는 종합교육문화기업이다.
재능그룹의 모태가 되는 재능교육은 1977년 ㈜신영상역이라는 이름으로 창립됐다. 이후 창업자인 박성훈 회장이 직접 개발한 학습시스템과 교재를 1981년에 출시하며 교육사업을 시작했다. 이어 1992년 재능출판(2001년 5월 재능아카데미로 상호변경, 2009년 12월 출판사업부를 재능교육에 양도, 2011년 5월 신규사업지원실과 합병해 재능e아카데미로 통합법인 출범), 재능문화, 1993년 재능컴퓨터(2005년 11월 재능아카데미에 흡수합병), 재능인쇄, 1994년 재능유통, 1997년 재능학원 등을 차례로 설립했다.
해외사업은 1992년 미국 진출을 시작으로 캐나다, 중국, 일본, 호주, 뉴질랜드 등 세계 주요 국가에 ‘JEI’브랜드를 수출하고 있다.
현 재능그룹의 영문 워드마크 'JEI'는 2001년 제정되었으며, 'Jaeneung Educational Institute'의 약자이다.

## 사업영역

### 재능교육
스스로학습법과 스스로학습시스템을 기반으로 방문형 사업인 재능스스로방문학습, 내방형 사업인 재능스스로러닝센터, 도서 출판, 재능TV를 통한 어린이/영어 방송채널 운영 등 다양한 교육서비스업을 운영하고 있다.

### 재능e아카데미
온라인·모바일 플랫폼 기반의 다양한 교육 콘텐츠를 개발하고, 학습시스템을 구축·운영하는 에듀테크 전문기업이다.

### 재능인쇄
최신 인쇄 및 후가공 설비를 구축, 친환경 콩기름 인쇄를 사용하여 대량 인쇄부터 다품종 소량 인쇄까지 서비스하고 있다.

### 재능유통
체계적인 물류시스템과 Digital Picking System을 구축하여 대량 배송부터 다품종 소량 물류업무까지 지원하고 있다.

### 재능셀프러닝
재능교육연수원을 통해 개인과 조직의 동반 성장을 위한 HRD서비스, 컨설팅 등 통합교육 솔루션 및 프로그램을 개발·제공하고 있다.
 * 재능교육연수원: 재능교육의 연수시설로 첨단 교육시설과 다양한 교육 프로그램, 각종 레포츠 시설, 숙박시설 등을 지원하고 있다.

### 재능학원
인천재능대학교 및 부속유치원, 재능중고등학교 등을 운영하는 학교법인으로 유아부터 성인까지 평생교육을 지원하고 있다.

### 재능문화
비영리 문화재단으로 시낭송·동화구연 보급 활동, JCC를 통한 문화예술 활동, 장학사업 등 건전하고 유익한 교육문화사업을 펼치고 있다.
 * JCC: 재능교육의 복합문화예술 공간으로 JCC ART CENTER와 JCC CREATIVE CENTER로 이루어져 있으며 음악 공연과 전시, 강연 등을 지원하고 있다.

## 연혁
- 1977년 (주)신영상역 창립

- 1987년 (주)재능교육으로 사명(社名) 변경

- 1992년 (주)재능출판 · (재)재능문화 설립, 미국 LA지사 설립

- 1993년 (주)재능인쇄 설립 / (주)재능컴퓨터 설립

- 1994년 중국 연길지사 설립 / 미국 뉴욕지사 설립 / 일본 해외사무소 설립, (주)재능유통 설립

- 1995년 뉴질랜드지사 설립

- 1997년 호주지사 설립 / 홍콩지사 설립, (주)재능윌슨러닝 설립 / 학교법인 재능학원(재능대학) 운영

- 1998년 교육 전문 케이블TV 재능스스로방송 개국

- 1999년 중국 심양지사 설립

- 2001년 재능교육 CI 변경, 재능출판의 상호명을 재능아카데미로 변경

- 2002년 재능교육연수원 준공 / 사단법인 한국한자한문능력개발원 설립

- 2003년 중국 북경지사 설립

- 2004년 영어교육전문채널 JEI English TV 운영

- 2005년 재능컴퓨터를 재능아카데미에 흡수합병

- 2007년 교육 · 문화 · 디자인 비즈니스센터 ‘JEI PLATZ’ 준공

- 2009년 재능아카데미의 출판사업부를 재능교육에 양도

- 2011년 재능아카데미를 신규사업지원실과 합병해 통합법인 재능e아카데미 출범

- 2013년 재능스스로러닝센터 런칭

- 2015년 JCC 개관